# Daviesia preissii
Daviesia preissii är en ärtväxtart som beskrevs av Meissner. Daviesia preissii ingår i släktet Daviesia, och familjen ärtväxter. Inga underarter finns listade i Catalogue of Life.